# Grenze zwischen dem Irak und der Türkei

Türkei (grün) und Irak (orange)

Die Grenze zwischen der Türkei und dem Irak ist 367 Kilometer lang. Insbesondere grenzt die irakische Autonome Region Kurdistan hier an die Türkei. Das Grenzgebiet ist sehr gebirgig und steigt in östlicher Richtung von 400 Meter bis zu über 3000 Meter an.

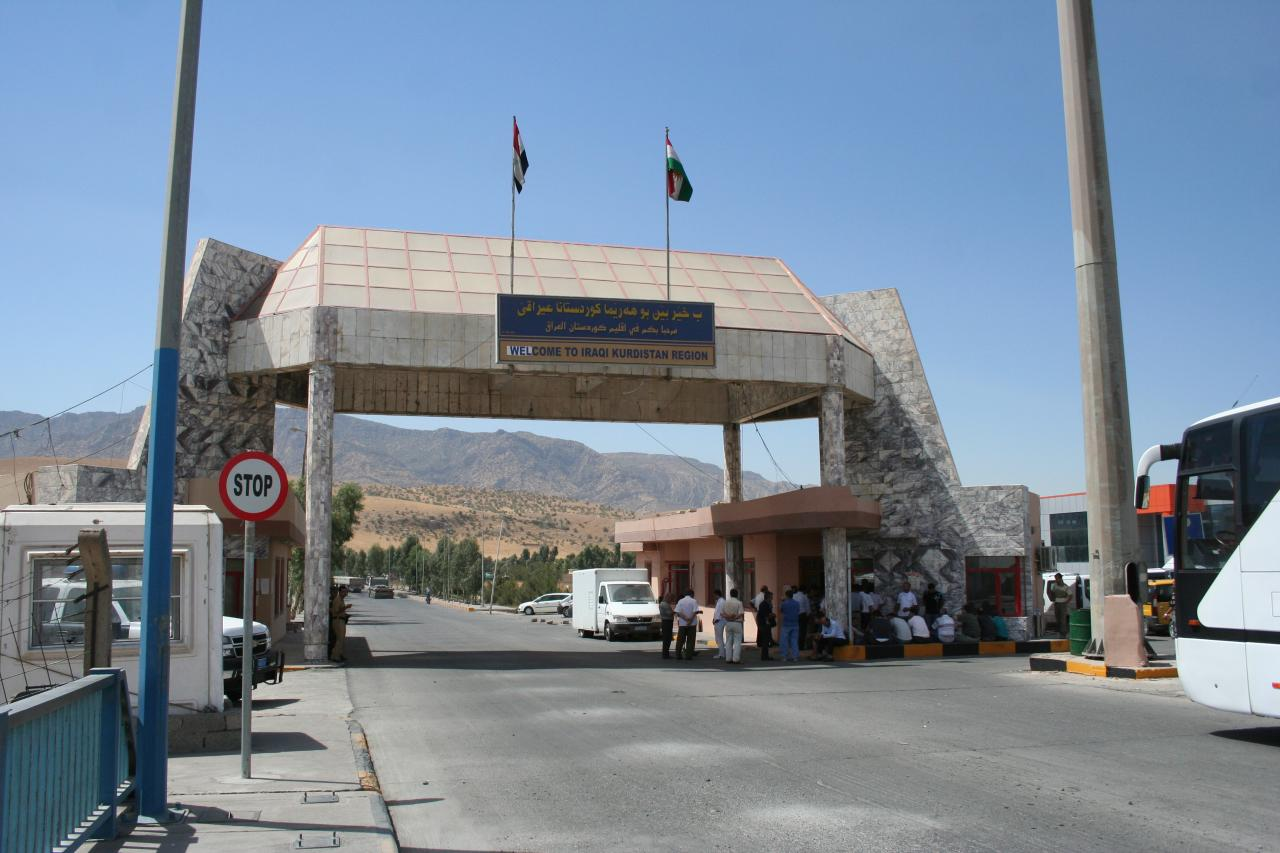
Grenzübergang Ibrahim Khalil, 2009

Der einzige Grenzübergang ist der Grenzübergang Ibrahim Khalil im westlichen flacheren Teil der Grenze. Unweit davon befindet sich das Dreiländereck von Türkei, Irak und Syrien am Zusammenfluss von Chabur und Tigris.
Der Grenzverlauf wurde 1926 festgelegt, als der Völkerbund über die sogenannte Mosul-Frage entschied. Großbritannien hatte das ehemalig osmanische Gebiet des Iraks als Mandat nach dem Ersten Weltkrieg zugesprochen bekommen. Allerdings war über die Zugehörigkeit des Vilâyets Mossul ein jahrelanger Streit zwischen Großbritannien und der Türkei ausgebrochen. Dieser wurde 1926 zu Gunsten von Großbritannien entschieden.
In den letzten Jahren investierten türkische Unternehmen massiv im kurdischen Nordirak, was den Güter- und Personenverkehr am Grenzübergang Ibrahim Khalil stark steigerte. Daher gab es Überlegungen, einen zweiten Grenzübergang einzurichten. Bis heute wurde dies wegen der politischen Lage nicht realisiert. Das türkisch-irakische Grenzgebiet wird von der PKK als Rückzugsort und auch als Passage in der Türkei genutzt, was mehrere türkische Militärinvasionen in den Nordirak zur Folge hatte.

## Anrainer (Verwaltungseinheiten)
Von Ost nach West:
Türkei
- Provinz Hakkâri
- Provinz Şırnak

Irak
- Provinz Erbil
- Provinz Dahuk